# Synthemis macrostigma
Synthemis macrostigma är en trollsländeart. Synthemis macrostigma ingår i släktet Synthemis och familjen skimmertrollsländor.

## Underarter
Arten delas in i följande underarter:
- S. m. macrostigma
- S. m. occidentalis
- S. m. orientalis